# Mayo-Darlé
Ne doit pas être confondu avec Mayo-Baléo ou Mayo-Banyo.
Mayo-Darlé est une commune du Cameroun située dans la région de l'Adamaoua et le département de Mayo-Banyo. Elle est le chef-lieu de l'arrondissement de Mayo-Darlé. Elle est traversée par un cours d'eau qu'on appelle Mayo-Darlé. La ville de Mayo-Darlé est limitée au nord par le village Nyawa, au sud par Mayo-Njinga à l'Est par Bambol et à l'Ouest par les monts Mambilas.

## Population
Lors du recensement de 2005, la commune comptait 23 054 habitants, dont 7 493 pour Mayo-Darlé Ville.

## Structure administrative de la commune
Outre la ville de Mayo-Darlé proprement dite, la commune comprend les villages suivants  :
- Bambol
- Boumbo
- Guissimi
- Gwaya
- Hamoa
- Horé Mayo Darlé
- Kembang Foulbé
- Mayo Bounouwa
- Mayo Djinga
- Mbangueri
- Ngnalang
- Nyara Guessam
- Nyawa I
- Pangari
- Ribao
- Wouro Yobi
- Yimbere Chefferie
- Yoli

## Environnement économique
L'arrondissement de Mayo-Darlé présente un visage économique très diversifié: De l'économie de subsistance liée aux activités agropastorales à l'économie de développement relative aux activités commerciales. Les activités les plus pratiquées par les populations sont
l’agriculture, l’élevage, l’apiculture, le petit commerce, l’artisanat et l’exploitation artisanale de la colombo-tantalite que regorge son sous-sol. Son potentiel économique repose également sur la diversité de ses ressources. l’arrondissement dispose de plusieurs ressources telles que l’étain, les forêts galeries, la forêt dense, des terres cultivables, des sites touristiques, des bas fonds, des marécages, des lacs, des cours d’eau et du sable pour ne citer que ceux-là (Cf. Plan Communal de Développement de Mayo-Darlé).

## Personnalités nées à Mayo-Darlé
- Joseph Djida (1945-2015), évêque
- Badiadji Horretowdo (1970), ingénieur et écrivain[2]